# Comuna Ksaverivka, Vasîlkiv
Ksaverivka (în ucraineană Ксаверівка) este o comună în raionul Vasîlkiv, regiunea Kiev, Ucraina, formată din satele Ksaverivka (reședința) și Ksaverivka Druha.

## Demografie
Componența lingvistică a comunei Ksaverivka
     Ucraineană (97,15%)
     Rusă (2,19%)
     Alte limbi (0,47%)
Conform recensământului din 2001, majoritatea populației comunei Ksaverivka era vorbitoare de ucraineană (97,15%), existând în minoritate și vorbitori de rusă (2,19%).